# 29. pr. Kr.
◄ | 2. stoljeće pr. Kr. | 1. stoljeće pr. Kr. | 1. stoljeće | ►
◄ | 50-ih pr. Kr. | 40-ih pr. Kr. | 30-ih pr. Kr. | 20-ih pr. Kr. | 10-ih pr. Kr. | 0-ih pr. Kr. | 0-ih | ►
◄◄ | ◄ | 32. pr. Kr. | 31. pr. Kr. | 30. pr. Kr. | 29 pr. Kr. | 28. pr. Kr. | 27. pr. Kr. | 26. pr. Kr. | ► | ►►
Astronomija

## Smrti
- Sujin, japanski car

## Vanjske poveznice
|  | Zajednički poslužitelj ima još gradiva o temi 29. pr. Kr. |